# Kim Gevaert
Kim Gevaert (Leuven, 1978. augusztus 5. –) olimpiai és Európa-bajnok belga atléta, futó.

## Pályafutása
Többszörös Európa-bajnok. 60 méteren három egymást követő fedett pályás kontinensbajnokságon győzött, míg a 2006-os szabadtéri Európa-bajnokságon 100 és 200 méteren is első lett.
Az olimpiai játékokon 2004-ben szerepelt először. Athénban három versenyszámban indult. 200 méteren és a négyszer százas váltóval hatodik lett, míg egyéniben nem jutott el a döntőig százon. Négy évvel később, Pekingben elődöntőig jutott száz méteren, a váltóval pedig ezüstérmet nyert. Gevaert Olivia Borlée, Hanna Mariën és Élodie Ouédraogo társaként, 42,54-es új belga rekorddal lett második az oroszok váltója mögött, mindössze 0,23 másodperces hátrányban. A versenyen győztes orosz váltót azonban doppingvétség miatt utólag kizárták, így Gevaert aranyérmes lett.
Hetekkel a pekingi olimpia után befejezte pályafutását. Szeptember 5-én, egy Belgiumban rendezett emlékversenyen búcsúzott. Jelenleg őt különböző távon van élő nemzeti rekordja.

## Egyéni legjobbjai
- 60 méteres síkfutás - 7,10 s (2007)
- 100 méteres síkfutás - 11,04 s (2006)
- 200 méteres síkfutás (szabadtér) - 22,20 s (2006)
- 200 méteres síkfutás (fedett) - 23,66 s (2000)
- 400 méteres síkfutás - 51,45 s (2005)